# Supreme Commander for the Allied Powers

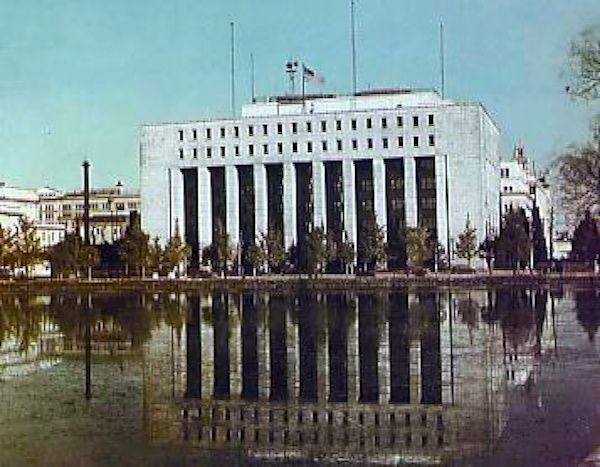
SCAP-hoofdkwartier in Tokio.

Supreme Commander for the Allied Powers (SCAP) (oorspronkelijk Supreme Commander of the Allied Powers) is een titel die na de Tweede Wereldoorlog door de Amerikaanse president Harry Truman in het leven werd geroepen voor het toezicht over de bezetting van Japan door de geallieerden. De enige twee personen die de titel ooit hebben  gedragen zijn generaal Douglas MacArthur en generaal Matthew Ridgway.
In Japan zelf werd de titel vaak GHQ  (General Headquarters), daar de titel SCAP ook kon slaan op alle gebouwen en kantoren van de geallieerde bezetters. Op het hoogtepunt had de SCAP vele honderden militairen en ander personeel onder zich werken. 
De titel verdween officieel na de inwerkingtreding van het Vredesverdrag van San Francisco op 28 april 1952, waarmee Japans soevereiniteit hersteld werd.